# Perioada proto-elamită
Perioada proto-elamită a fost o perioadă care a fost între 3400 î.e.n. și 2500 î.e.n.. Acest termen arheologic corespunde perioadei târzii Banesh.

## Prezentare

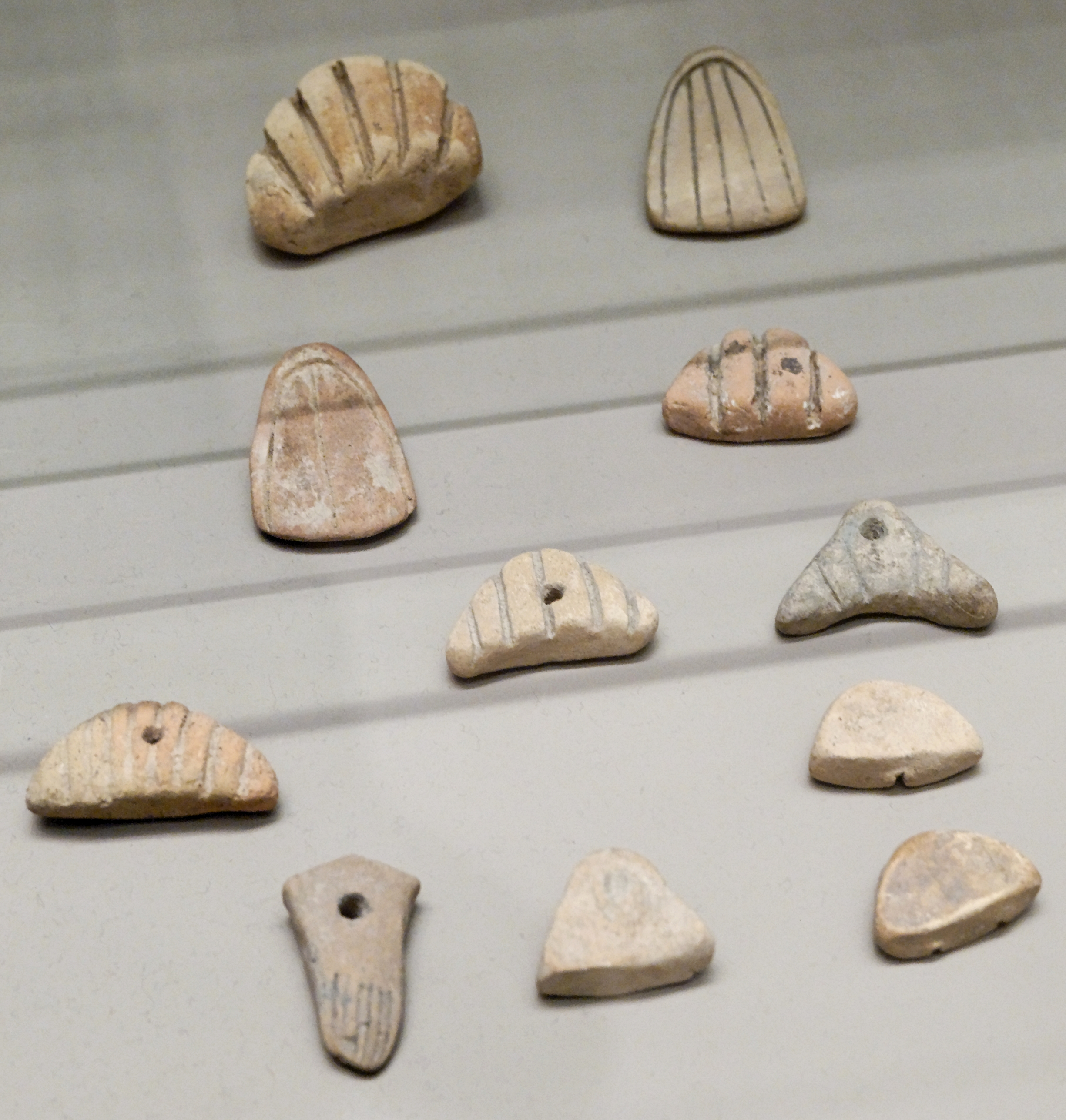
„Jetoane” de lut, de la Susa, aparținând Perioadei Uruk, fiind din circa 3500 î. e. n.. Ele sunt acum în Louvre, în Departamentul pentru Antichități Orientale.

În timpul perioadei din aproximativ 8000 î.e.n. până în 3700 î.e.n., Cornul abundenței a asistat la răspândirea așezărilor mici, care erau susținute de surprusul agricol.